# Doctissimo
Doctissimo est un site web francophone consacré à la santé et au bien-être. Il fait partie des sites qui ont la plus forte audience dans ces domaines.

## Historique
Le site Doctissimo.fr a été fondé en 2000 par deux médecins Laurent Alexandre et Claude Malhuret. En février 2008, le groupe Lagardère annonce l'acquisition de Doctissimo pour un peu plus de 70 millions d'euros, entrant à la hauteur de 53,38 % dans le capital, pour un peu plus de 57 % des droits de vote alors que le site réalise 11,4 millions d'euros de chiffre d'affaires. À la suite de cet achat, le site est évalué à un peu plus de 138 millions d'euros. À cette OPA succède une OPR qui se termine en août 2008 : le groupe Lagardère est désormais propriétaire de 100 % des actions de Doctissimo, qui sort de la cote.
Doctissimo a ouvert en février 2010 sa première extension internationale, le site santé espagnol doctissimo.es, suivi peu après d'une version italienne, doctissimo.it.
Le 21 février 2017, le Groupe Le Monde et Doctissimo ont annoncé s'associer pour lancer le 2 mars 2017 le magazine papier bimestriel Sens & santé.
En juillet 2018, Lagardère annonce négocier la vente de Doctissimo à TF1, ; le site ne serait plus valorisé qu'à hauteur de près de 15 millions d'euros. La vente est finalisée en octobre 2018. Doctissimo est intégré en 2019 au sein de Unify, pôle numérique de TF1 dirigé à sa création jusqu'en 2021 par Olivier Abecassis.
Le 28 juin 2022, désirant recentrer son activité sur l'audiovisuel TF1 cède (entre autres) Doctissimo au groupe Reworld Media qui s'engage à reprendre l'ensemble des collaborateurs.
Le 17 mai 2023, Doctissimo est sanctionné par la CNIL pour la protection des données personnelles et devra s'acquitter d'une amende de 380 000 euros,.

## Contenu
Ce site propose des articles et des vidéos concernant la santé et le bien-être au sens large. Certains articles sont rédigés par des médecins. D'autres le sont par des journalistes qui ne sont pas nécessairement des professionnels de la santé. L'ensemble des contenus rédactionnels est cependant soumis à la relecture et validation du directeur médical du site, docteur en médecine. Les articles ne sont pas des reportages ou des documentaires originaux : les pages sont alimentées par la réactualisation d'articles d'encyclopédies d'information médicale dont Doctissimo a racheté les droits au début des années 2000.
Depuis 2020, le poste de directeur médical est occupé par le Dr Gérald Kierzek, médecin urgentiste anesthésiste-réanimateur à l'Hôtel-Dieu de Paris, ancien expert judiciaire auprès de la cour d'appel de Paris.
Comme le précise le site, les informations rédigées par l'équipe de Doctissimo ne remplacent en aucun cas une consultation médicale.
Par ailleurs, les différentes rubriques du site donnent accès à des forums de discussion respectifs. Bien que traitant souvent de sujets médicaux, ces forums ne sont pas modérés par des médecins ou du personnel de santé qualifié. Les informations et conseils qui y figurent n'ont donc aucune fiabilité.

## Entreprise commerciale
Concernant la communication et la publicité, Doctissimo propose aux annonceurs de communiquer par des opérations de parrainage éditorial (parrainage institutionnel, publi-rédactionnels, espace produits, etc.), de publipostage (e-mailing) ou de publicité. Doctissimo propose aussi son contenu en ligne à la vente pour tous supports et peut aussi réaliser des dossiers spéciaux et exclusifs. De ce fait, l'information présente sur le site de Doctissimo n'est pas indépendante de ses annonceurs. Doctissimo n'est donc pas l'équivalent en ligne d'un dictionnaire médical ou d'un ouvrage de vulgarisation scientifique.
Doctissimo réalise son chiffre d'affaires à travers la publicité diffusée sur son site, et la monétisation de ses vidéos de ses chaînes YouTube. Elle commercialise également différentes applications mobiles.
Une enquête menée en 2007 par l’Institut national de la santé et de la recherche médicale (Inserm) décrit ainsi le profil-type des lecteurs de Doctissimo : « Une femme, jeune ou d’âge moyen, avec un niveau d’études élevé, en emploi, vivant en couple, ayant une grande expérience d’Internet et confrontée à un problème de santé (personnel ou dans son entourage proche). » Ainsi, 80 % des visiteurs du site sont des femmes et disposent d’un pouvoir d’achat plutôt élevé. Doctissimo s'est appuyé sur ce trait sociologique pour définir sa stratégie commerciale et tire ses revenus de la publicité adressée spécifiquement à ce public.
Selon Valérie Brouchoud, l'ancienne présidente du groupe, la santé étant généralement perçue comme gratuite en France, « personne n’était prêt à payer » pour l’information qui lui est liée sur Internet, « C’est pourquoi nous avons construit un modèle exclusivement basé sur de la publicité et des partenariats avec des annonceurs assez classiques du féminin, notamment dans l’hygiène et la beauté. » Une journaliste indique également que la direction « a mis l’accent sur d’autres rubriques : psycho, forme, beauté, etc. Les publicités venant surtout des annonceurs beauté-forme, on avait intérêt à se positionner par rapport aux féminins. Par exemple, on comptait L'Oréal parmi les annonceurs ».

### Revente des données personnelles des usagers
L’association Privacy International saisit la Commission nationale Informatique et liberté (CNIL) en 2020 afin de dénoncer le non-respect du règlement général sur la protection des données (RGPD). Les revenus du site internet sont tirés de la collecte d'informations sur les visiteurs du site afin de créer des publicités ciblées, et peuvent alors, selon elle, conduire à l'envoi de données sensibles et à une atteinte à la vie privée.
Selon une enquête menée par l'émission Cash Investigation et diffusée sur France 2 le 20 mai 2021, l'application Ma grossesse proposée par Doctissimo a envoyé des informations de ses utilisateurs (poids, taille, date d'accouchement) à des partenaires commerciaux comme localytics, Xiti et Google Analytics. Les quiz proposés par le site Doctissimo permettent aussi à des tiers de savoir lesquels ont été visités, comme ceux qui évoquent une dépression.
En mai 2023, la CNIL sanctionne Doctissimo dans le cadre de sa gestion des données personnelles des internautes. Reworld Media devra donc s'acquitter d'une amende de 380 000 euros : 280 000 euros par rapport à la gestion des données au regard du RGPD et 100 000 euros en raison d'une infraction autour des cookies.

## Direction
Directeur : Ghislain de Haut de Sigy
Rédacteur en chef : David Beme
Directeur médical : DrGérald Kierzek